# Sead Mahmutefendić
Sead Mahmutefendić, född 29 maj 1949 i Sarajevo, Bosnien och Herzegovina, SFR Jugoslavien, är en kroatisk/bosnisk poet, romanförfattare, novellist, essäist, kolumnist och litteraturkritiker. Han bor och arbetar i Rijeka i Sarajevo. 